# Roslagsbro-Vätö församling
Roslagsbro-Vätö församling är en församling i Roslagens östra pastorat i Upplands södra kontrakt i Uppsala stift. Församlingen ligger i Norrtälje kommun i Stockholms län.

## Administrativ historik
Församlingen bildades 2010 genom sammanslagning av Roslags-Bro församling och Vätö församling och utgjorde då ett eget pastorat.  Från 2018 ingår församlingen i Roslagens östra pastorat.

## Kyrkor
- Roslags-Bro kyrka
- Vätö kyrka